# Tołhaj

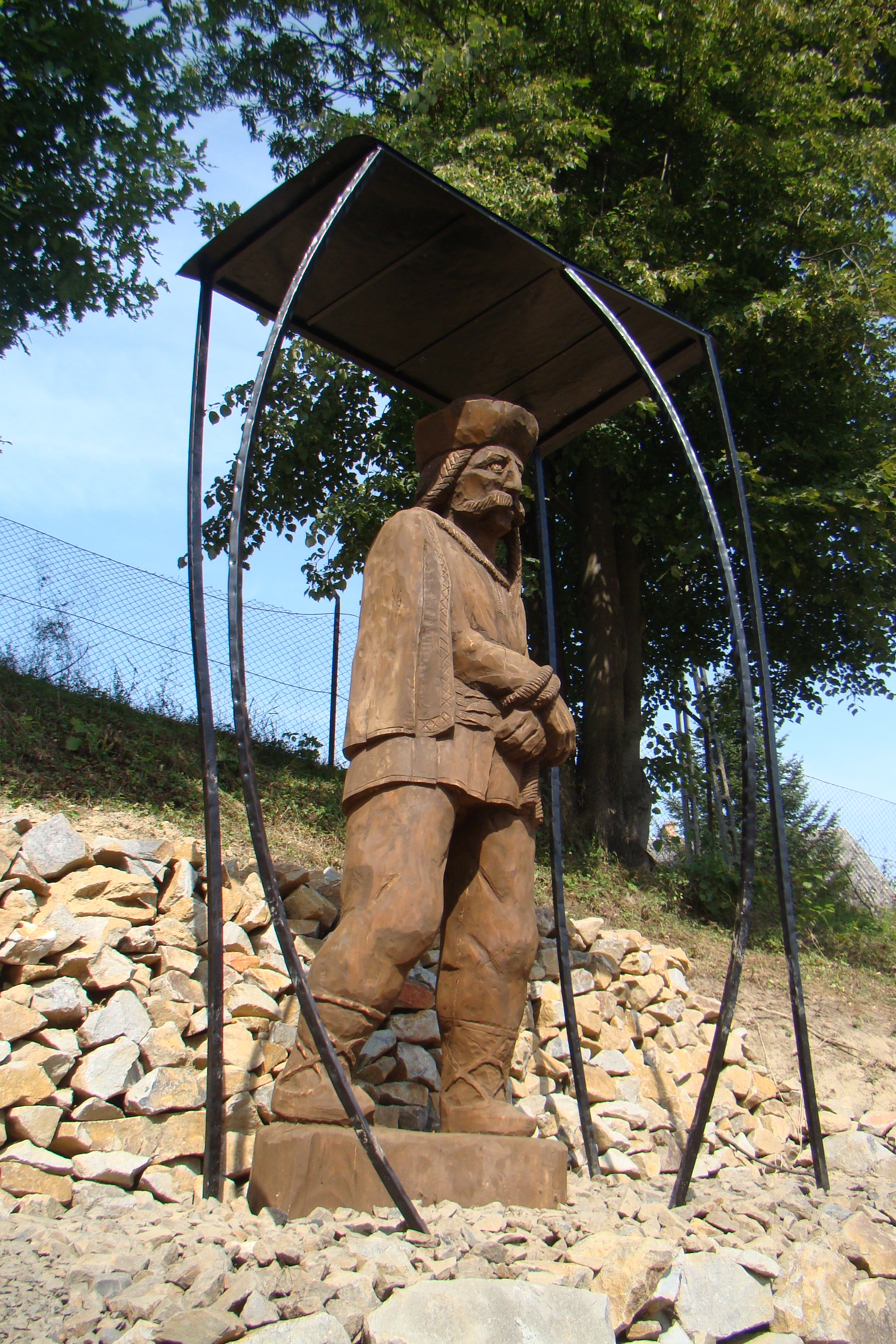
Figura tołhaja w Orelcu, rzeźba Adama Przybysza.

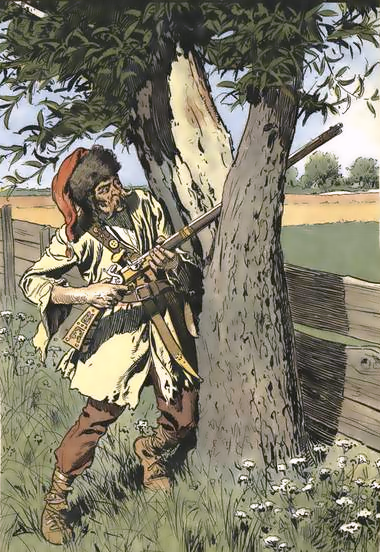
Austriacki pandur z 1760

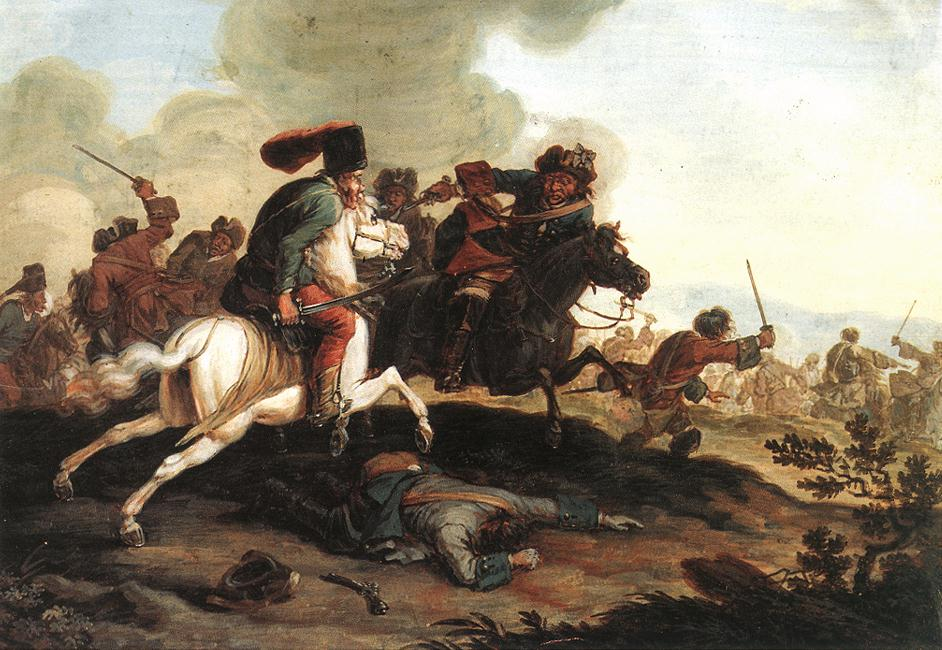
Kuruc w pojedynku z labancem

Tołhaj (z węg. tolvaj) lub beskidnik, beskidnicy – zbójnicy karpaccy łupiący głównie karawany kupieckie przemierzające szlaki handlowe od Baligrodu przez Przełęcz Użocką oraz Przełęcz Łupkowską w okresie od XVI do poł. XVIII wieku. Celem ich napadów były również wsie, dwory, cerkwie i kościoły.
Składali się z biednego chłopstwa i uciekinierów głównie wołoskiego, rusińskiego, węgierskiego i polskiego pochodzenia. Zorganizowane zbójeckie zastępy podzielone były na roty z własną chorągwią, kapelą zaopatrzoną w bębny i kotły; jako uzbrojenie służyły im muszkiety, łuki, spisy i wekiery.
Proceder zbójecki, jaki prowadzili, wspierali co niektórzy lokalni możnowładcy, z którymi tołhaje dzielili się swoimi łupami, w zamian otrzymując pomoc w przypadku kłopotów. Wśród możnych protektorów tego procederu najliczniejszą była szlachta węgierska m.in. rody Drugethów, Aspermontów, Nagytuczych, Peteylich, Rakoczych, Wesselenych i Rekelych, mająca swoje dobra w Użhorodzie, Munkaczu, Trenczynie i Chyrowie.

Wśród polskiej szlachty taką samą rolę odegrał Wojciech Pamiętowski, który w swoim dworze organizował napady na ziemi halickiej.
Do znanych schronień bieszczadzkiego zbójnictwa należało Wołosate.
Do obrony przed atakami tołhajów szlachta sanocka powołała straż zbrojną tzw. smolaków. Pierwszym, który podjął skuteczną walkę ze zbójnictwem w Bieszczadach był Piotr Bal.

## Znani tołhaje
- Andrzej (Jędrzej) Sawka, ur. 1619 Stebník (Słowacja), zm. 1661 Muszyna[3]

## Publikacje
- Stanisław Orłowski. O bieszczadzkich zbójnikach, Studenckie Koło Przewodników Beskidzkich, Katowice. 1988
- Stanisław Noworyta. Beskidnicy, Novae Res, Gdynia. 2011
- Oswald Balzer. Regestr złoczyńców grodu sanockiego 1554–1638. 1891